# 间异丙威
间异丙威（或称为间位叶蝉散、虫草灵）是一种含氮有机化合物，化学式C
11H
15NO
2，属于氨基甲酸酯类杀虫剂，被美国环境保护局（EPA）列入极度危险物质列表。